# Asesinato en la provincia de Helmand en 2011
El asesinato en la provincia de Helmand en 2011 fue el homicidio de un insurgente talibán primeramente herido por Alexander Blackman, que ocurrió el 15 de septiembre de 2011. Tres integrantes del Cuerpo de Marines Reales, conocidos durante su juicio como marines A, B y C, fueron juzgados de forma anónima por una Corte marcial. El 8 de noviembre de 2013, los marines B y C fueron absueltos, pero Alexander Blackman (Marine A) fue inicialmente declarado culpable del asesinato del insurgente afgano, en contravención de artículo 42 de la Ley de las Fuerzas Armadas de 2006. Esto lo convirtió en el primer soldado británico en ser condenado por un asesinato en el campo de batalla mientras prestaba servicio en el extranjero desde la Segunda Guerra Mundial.
El 6 de diciembre de 2013, Blackman fue condenado a cadena perpetua con un período mínimo de diez años y destituido con vergüenza de los Royal Marines. El 22 de mayo de 2014, un Tribunal de Apelación de los Tribunales Marciales redujo su condena mínimo a ocho años.
En marzo de 2017, la condena por asesinato fue anulada y reducida a homicidio por motivos de responsabilidad disminuida. Blackman fue liberado de prisión el 28 de abril de 2017, pero su destitución de los marines sigue vigente.

## Incidente

Mapa de Afganistán con la Provincia de Helmand resaltada

El incidente tuvo lugar en la provincia de Helmand durante la Operación Herrick 14, parte del esfuerzo de las Fuerzas Armadas Británicas en la Guerra de Afganistán. Blackman, de la compañía J, Commando 42, de los Marina Real, era parte de una patrulla de la Marina que se encontró con un combatiente afgano en un campo herido por disparos de un helicóptero Apache. Alexander Blackman ordenó que el afgano fuera sacado de la vista del "Sistema de vigilancia de Kestrel", sobre la Base de operaciones avanzada "Shazad", cubriendo el área a la que se había enviado la patrulla de Alexander Blackman. La evidencia de video reproducida en el juicio posterior de los Marines muestra a algunos miembros de la patrulla arrastrando al hombre por el campo y luego pateándolo. Blackman ordenó a los marines B y C que dejaran de administrar primeros auxilios al insurgente y finalmente le disparó al hombre en el pecho con una pistola de 9 mm diciendo "Deshazte de esta espiral mortal, tú coño No es nada que no nos harías". Luego agregó: "Acabo de romper la Convención de Ginebra".

## Juicio penal, apelaciones y sentencia
Después del incidente del 15 de septiembre, Blackman continuó con su período de servicio y abandonó la provincia de Helmand a fines de octubre de 2011. El 13 de octubre de 2012, por decisión de la "Autoridad de Fiscalía del Servicio", los marinos mencionados con las letras A a E fueron acusados del asesinato del insurgente afgano anónimo. La pista se produjo después de que la policía civil británica descubriera imágenes de video sospechosas en la computadora portátil de un militar. A los infantes de marina D y E se le retiraron los cargos en su contra el 5 de febrero de 2013. Los infantes de marina A, B y C comparecieron por primera vez en la corte en agosto de 2013, donde se declararon inocentes. El juicio militar, donde los acusados estaban protegidos de la vista detrás de una mampara debido a una orden de anonimato, comenzó el 23 de octubre de 2013 y duró dos semanas. El consejo de corte marcial (equivalente a un jurado en el sistema de justicia civil) estaba formado por siete miembros, en lugar de los cinco utilizados para casos menos graves.
El veredicto (8 de noviembre de 2013) y la sentencia (6 de diciembre de 2013) se dictaron en el Centro de la Corte Militar ubicado en la localidad de Bulford, Wiltshire. El juez defensor (el juez civil que encabeza el panel en una corte marcial) era el Juez Abogado General de las Fuerzas Armadas Jeff Blackett. El veredicto traía consigo una sentencia de cadena perpetua obligatoria, por lo que solo estaba en poder del juez defensor y la junta de corte marcial decidir la sentencia mínima una vez que la junta había declarado culpable a Blackman, quien fue sentenciado a un mínimo de 10 años de prisión. El 22 de mayo de 2014, en el Tribunal de Apelación de los Tribunales Marciales, su juez, de mayor rango, el presidente del Tribunal Supremo de Inglaterra y Gales Barón Thomas de Cwmgiedd, mantuvo la cadena perpetua, pero redujo el plazo mínimo de sentencia a Blackman a 8 años.
En diciembre de 2016, a Alexander Blackman se le negó la fianza pendiente de una segunda apelación que debía ser escuchada por el Tribunal de Apelación del Tribunal Marcial.
El 15 de marzo de 2017, el Tribunal de Apelación del Tribunal Marcial redujo la condena a homicidio involuntario por motivos de "responsabilidad disminuida. El periódico británico The Guardian informó que, "Afuera del tribunal, la esposa de Blackman, Claire, quien ha dirigido la campaña para liberar al ex sargento, dijo que estaba encantada con el resultado diciendo que "reflejaba mucho mejor las circunstancias en que su esposo se encontró durante ese terrible despliegue por Afganistán".
El 28 de marzo de 2017, Blackman recibió una sentencia de 7 años por homicidio involuntario con responsabilidad reducida, pero se le dio crédito por el "tiempo cumplido" y fue puesto en libertad el 28 de abril de 2017.

## Órdenes de anonimato

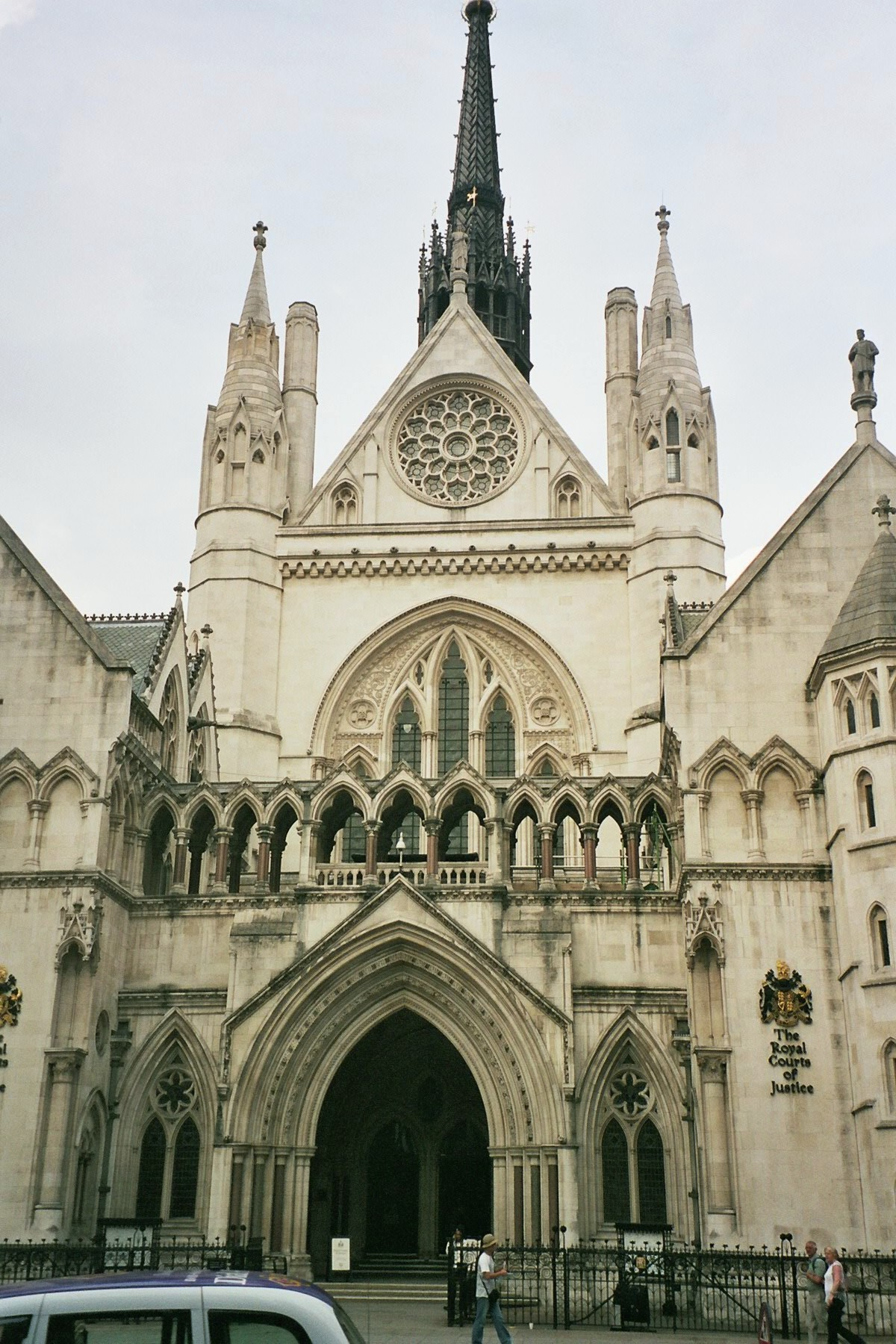
El edificio Tribunales de Justicia, que alberga el Tribunal Superior, que emitió un fallo que llevó a que tres de los infantes de marina involucrados fueran nombrados públicamente

Paralelamente al juicio penal de los marinos, se llevaron a cabo procesos judiciales relacionados con el anonimato de los acusados. En el otoño de 2012, los jueces defensores Elsom y Blackett emitieron "órdenes de anonimato" para los acusados de la marina debido al riesgo de que, una vez nombrados, los acusados se convirtieran en objetivos de terroristas. La medida fue rechazada por periodistas de los medios de comunicación del Reino Unido. Un abogado de la Press Association argumentó que no se deberían emitir órdenes de anonimato en este caso porque los destinatarios de los "Premios a militares y condecoraciones del Reino Unido" nombrados en los medios de comunicación no habían sido nominados previamente, y que los nombres de los militares británicos investigados después de la muerte de Baha Mousa no habían sido protegidos de la misma manera. Las órdenes de anonimato de 2012 se mantuvieron al comienzo del juicio en octubre de 2013.
El 5 de diciembre de 2013, el presidente del Tribunal Supremo Lord Thomas y otros dos jueces del Tribunal Superior levantaron la orden de anonimato existente a favor del marino A, lo que develó que se trataba del Sargento Alexander Wayne Blackman. El mismo fallo dispuso que las identidades de los marineros B y C también se revelen a menos que presenten una apelación ante el Corte Suprema del Reino Unido. No se presentó ninguna apelación de este tipo dentro del plazo establecido, por lo que, el 19 de diciembre de 2013, el infante de marina B fue nombrado como cabo Christopher Glyn Watson y el infante de marina C fue nombrado como el infante de marina Jack Alexander Hammond. El anonimato de los infantes de marina D y E se mantuvo "en espera de nuevas órdenes del Juez Abogado General".
Blackett también restringió el acceso público a las pruebas utilizadas en el juicio, y el 8 de noviembre publicó imágenes fijas, clips de audio y transcripciones del video del militar que se reprodujo en el tablero de la Corte Marcial, pero dictaminó que el vídeo completo no se publicara, ya que hacerlo "aumentaría la amenaza de daños al personal de servicio británico". El 5 de diciembre de 2013, el Tribunal de Apelación de la Corte Marcial confirmó las decisiones anteriores que prohibían la publicación de las imágenes de vídeo del ataque y algunas de las imágenes fijas El Tribunal declaró, sin embargo, que la prohibición era evitar que el material se utilizara para radicalizar posiciones, en lugar de que representara un riesgo para la vida de los acusados.

## Reacciones
Los procedimientos legales relacionados con los marinos recibieron una amplia atención pública y de los medios de comunicación en el Reino Unido. Reaccionando al veredicto de culpabilidad de Blackman, el Brigadier de la Marina Real, Bill Dunham calificó el asesinato como una "aberración espantosa y aterradora" que "no era consistente con la ética, los valores y Marines", pero sin embargo fue un "incidente aislado". El General Sir Mike Jackson dijo que estaba "entristecido" por el caso.
El veredicto de culpabilidad de Blackman condujo a una demostración de apoyo público a la Infantería de Marina, con personas que crearon grupos en redes sociales y peticiones en línea pidiendo que se le diera una sentencia indulgente o pidiendo su liberación. The Daily Telegraph apoyó una petición de clemencia de Change.org.
Cuando Blackman fue sentenciado a cadena perpetua un período mínimo de diez años, el general Sir Nick Houghton llamó a sus acciones un "crimen atroz" y comentó que "el asesinato es asesinato". Por el contrario, el oficial al mando de Blackman, el teniente coronel Simon Chapman, (del Comando 42), dijo en una carta leída al tribunal que Blackman había tenido un "momentáneo... lapso de juicio" y "no era un mal hombre", y agregó que Blackman tenía su "pleno apoyo". El propio Blackman dijo en un comunicado que estaba "devastado" y "muy apenado por los daños causados a los Royal Marines". En septiembre de 2015, el coronel Oliver Lee, comandante en jefe del Commando 45, dimitió en protesta por el trato recibido por Blackman.
El 28 de octubre de 2015, el Ministerio de Defensa prohibió a un gran número de soldados en servicio asistir a una manifestación en apoyo del Sargento Blackman, diciendo que el evento era una "protesta política". Sin embargo, los abogados que representan a los organizadores del mitin declararon que, más bien, el evento fue "una muestra de apoyo a uno de nuestros compañeros de la Royal Marines y no una "protesta política".
Una petición en línea relacionada con el gobierno reunió más de 100.000 firmas pidiendo la liberación inmediata de Blackman, indicando que el soldado había sido condenado por defender a su país. A las pocas horas de la decisión del Ministerio de Defensa, Michael Fallon, Ministro de Defensa, emitió una declaración del gobierno diciendo que el Reino Unido mantendría operaciones militares en Afganistán en el futuro previsible.[cita requerida]